# Desperate Measures (альбом Leeway)
Desperate Measures — второй студийный альбом трэш-метал-группы Leeway, выпущенный в 1991 году на том же лейбле, что и дебютный альбом Born to Expire, — Profile Records.
На песню «Kingpin» был снят клип.

## Список композиций
1. «Make Me An Offer» — 5:49
2. «All About Dope» — 4:27
3. «Soft Way Out» — 3:29
4. «Stand For» — 3:41
5. «No Heroes» — 3:46
6. «Kingpin» — 3:53
7. «Who’s to Blame» — 4:06
8. «Ball Hugger» — 3:23
9. «2 Minute Warning» — 2:01
10. «The Future (Ain’t What it Used to Be)» — 7:27

## Участники записи
- Эдди Саттон — вокал
- A.J Novello — гитара
- Майкл Гиббонс — гитара
- Джимми Хантос — бас-гитара
- Поки Мо — ударные